# Etel Natanson
Etel Natanson (în rusă Этя Натанзон; n. 16 noiembrie 1920, Căușeni, România – d. 1998, Netania, Israel) a fost o evreică basarabeană, profesoară și psihologă sovietică moldoveană. A fost autoare de monografii și manuale despre pedagogie și psihologie școlară.

## Biografie
S-a născut în târgul Căușeni din județul Tighina, Basarabia, România interbelică. A absolvit liceul român „Principesa Didiani” din Chișinău, ulterior, Institutul Pedagogic din Chișinău evacuat la Buguruslan în 1944. În anii 1949-1952 a studiat la școala absolventă a Institutului Pedagogic de Stat din Moscova, pe care la finisat ca candidat la științe pedagogice.
În anii 1952-1954 a predat la Institutul Pedagogic din Bălți, apoi, în 1954-1995 la Institutul Pedagogic din Tiraspol. În 1997 a emigrat în Israel, unde a decedat un an mai târziu.

## Monografii
- Проблемы педагогического воздействия на учащихся („Probleme de influență pedagogică asupra elevilor”). Chișinău: Cartea moldovenească, 1965.
- Задания по психологии: Пособие для студентов педагогических институтов („Lucrări de psihologie: un manual pentru studenții pedagogici”). Мoscova: Просвещение, 1965.
- Задания по психологии на материале кинофильмов („Sarcini de psihologie bazate pe materialul filmelor”). Chișinău: Cartea moldovenească, 1966.
- Психологический анализ поступков и способы педагогического воздействия на личность („Analiza psihologică a acțiunilor și metodelor de influență pedagogică asupra personalității”). Мoscova: Просвещение, 1968.
- Психолого-педагогические задания при анализе идей А. С. Макаренко („Sarcini psihologice și pedagogice în analiza ideilor lui A.S. Makarenko”). Chișinău: Lumina, 1970.
- Приёмы педагогического воздействия („Metode de influență pedagogică”). Мoscova: Просвещение, 1972.
- Индивидуальный подход к трудным учащимся („Abordare individuală a elevilor dificili”). Chișinău: Lumina, 1980.
- Прийоми за педагогическо въздействие („Tehnici de impact pedagogic”; în bulgară). Sofia: Народна просвета, 1980.
- Психологический анализ поступков учащихся и корректирующие приёмы педагогического воздействия („Analiza psihologică a acțiunilor elevilor și a metodelor corective de influență pedagogică”). Мoscova: Министерство просвещения СССР, 1982.
- Трудный школьник и педагогический коллектив („Elev dificil și personal didactic”). Мoscova: Просвещение, 1984.
- Căile de soluționare a conflictelor dintre învățător și elev. Chișinău: Lumina, 1984.
- Трудный школьник и педагогический коллектив: Пособие для учителя („Elev dificil și personal didactic: un ghid pentru profesor”; în kirghiză). Frunze: Mektep, 1986.
- Трудный школьник и педагогический коллектив (Elevul dificil și colectivul pedagogic: Material didactic pentru învățători, în „moldovenească”). Chișinău: Lumina, 1988.
- Организация индивидуального шефства над трудным подростком („Organizarea mecenatului individual asupra unui adolescent dificil”). Chișinău: Lumina, 1989.
- Психологический анализ поступков ученика: книга для учителя („Analiza psihologică a acțiunilor elevilor: o carte pentru profesor”). Мoscova: Просвещение, 1991.
- Взаимоотношения учителя и ученика: Профилактика правонарушений учащихся („Relația profesor-elev: prevenirea delincvenței elevilor”). Tiraspol: РИО Приднестровского корпоративного университета, 1993.